# Acanthobenyllus spinifer
Acanthobenyllus spinifer là một loài tò vò trong họ Ichneumonidae.